# Blektjärnen (Ragunda socken, Jämtland)
Blektjärnen är en sjö i Ragunda kommun i Jämtland och ingår i Indalsälvens huvudavrinningsområde.